# مقياس Pic50
تقيس قيمة التركيز التثبيطي الأقصى حتى النصف (IC50) فعالية تثبيط المُركب تجاه المنفعة البيولوجية أو الكيميائية الحيوية. ويشير القياس الكمي إلى الكمية المطلوبة لمُثبِّط معين لتثبيط عملية بيولوجية مُحددة (مثل إنزيم أو خلية أو مُستقبِل خلية أو ميكروب) إلى النصف. ويتم تحويل ذلك أيضًا بين الحين والآخر إلى مقياس pIC50 (-log IC50)، والذي تشير فيه القيم الأعلى إلى فاعلية أكبر بأضعافٍ مضاعفة. وهذه هي القيم التجريبية التي يتم التنبؤ بها وترميزها من خلال النانومولي (nM – 10−9) والميكرومولي (μM – 10−6). وتختلف قيم IC50 في نطاقٍ كبير من الجزيئات. لذلك، توجد مجموعة متنوعة من نطاقات التطبيقات في تقنيات النمذجة الجزيئية، خاصةً في تعيين حامل الخاصة الدوائية 3D-QSAR وCoMFA وCoMSIA والمزيد من التطبيقات الأخرى. وبالتالي، حتى يتسنى توقع القيمة الدقيقة من خلال القيمة التجريبية، يتم وصف الصيغة الناجحة هنا من أجل حساب قيمة pIC50.

## مقياس pIC50
يُعد النشاط التجريبي والنظري في التصور الحالي هامًا للغاية في فهم مدى فعالية مُركبات معينة أثناء تطوير نموذج QSAR أو العلاقة الكمية بين البنية والفعالية في طرق تصميم عقاقير بمساعدة الكمبيوتر. وقد كان يتم تطبيق نمذجة QSAR تقليديًا كنهجٍ تقييمي، أي من خلال التركيز على تطوير نماذج استعادية وتفسيرية للبيانات الموجودة. ويُستخدم عادةً التركيز التثبيطي (50%) الأقصى حتى النصف (IC50) لمادة ما في قياس فعالية العقار المضاد في الأبحاث الدوائية. ويُقيِّم تركيب جزيئات جديدة من خلال مقايسة بيولوجية لبروتين خاص القدرة المُثبِّطة لاستجابة جزيء محدد تجاه البروتين، من حيث المستويين الميكرومولي والنانومولي، واللذين يُطلق عليهما قيم IC50. إن الفعالية المحتملة للعقاقير IC50، وبالأخص تركيز مادة مُركبة ما، تكمن في تقديم تثبيط تبلغ نسبته 50% لرد فعل معين، وتُستخدم عالميًا لترمز إلى التأثير التثبيطي للمُركبات وفقًا لمقايسات اختبارية تنافسية مُلزِمة مع مقايسات مضادة وظيفية، حتى ولو كانت المقايسة الكيميائية مُعدَّة ومُقيَّمة. ويصف كلٌ من المستويين النانومولي والميكرومولي القيمة ذاتها ولكن بشكلٍ مختلف نتيجة قوة الشكل المخروطي. وهو يعرض المقدار المطلوب من الجزئ،والمادة شديدة الدقة لتثبيط بعض التقدم البيولوجي بنسبة 50%. كما يشير القياس الكمي إلى المقدار المطلوب من عقار معين أو مادة أساسية أخرى لعرقلة عملية بيولوجية مُعينة. ويُستخدم عالميًا في حساب مدى فعالية عقار مضاد في أية دراسة دوائية. ويتم تحويله كذلك إلى مقياس pIC50 (-log IC50)، والذي تشير فيه القيم الأعلى إلى فاعلية أكبر بأضعافٍ مضاعفة. وتتمتع قيم IC50 بقيم متنوعة تختلف من لَجين إلى آخر. فهي تعتمد على الحد الأدنى من التركيز الفعال للعقار تجاه البروتين المريض. وتُعتبر هذه القيم واسعة النطاق، وفيما يخص النمذجة الجزيئية والمجال الدوائي، يتم تحويل قيم IC50 إلى قيم pIC50. ولهذا الغرض، توجد صيغة لتحويل قيمة IC50 إلى قيمة pIC50 مع تمثيل القيم اللوغاريتمية
pIC50 = log1/IC50 (A)
pIC50 = -log IC50 (B)
يمكن للصيغة السابقة تغيير قيم IC50 إلى نطاقٍ واسع وحتى نطاقٍ ضيق من قيم pIC50. ولكن يتم تقديم قييم IC50 في مقياس نانومولي وميكرومولي  لذلك، لابد مرةً أخرى أن تدخل قيم النانومولي أيضًا ضمن قيم pIC50. ومن ثَمّ،َ تتغير الصيغة مرةً أخرى حسب قيمة النانومولي، وفيما يلي صيغة تحويل النانومولي لقيم IC50 إلى قيم pIC50.
pIC50 = -log IC50*10^-9 (C)
وتُعد الصيغ (A) و(B) و(C) صيغًا أساسية تُستخدم لتحويل قيمة IC50 إلى قيمة pIC50 بالنانومولي. ويتم تفسير قيم المقايسة البيولوجية كأعدادٍ متباينة، تختلف من مُركب إلى آخر حتى في المقايسة ذاتها. وتغير قيم pIC50 من قيم IC50 من ناحية التفسير وذلك عند كل عملية QSAR وعند تحليل حامل الخاصة الدوائية.